# Lophodermium arundinaceum
Lophodermium arundinaceum (Schrad.) Chevall. – gatunek grzybów z rodziny łuszczeńcowatych (Rhytismataceae).

## Systematyka i nazewnictwo
Pozycja w klasyfikacji według Index Fungorum: Lophodermium, Rhytismataceae, Rhytismatales, Leotiomycetidae, Leotiomycetes, Pezizomycotina, Ascomycota, Fungi.
Po raz pierwszy takson ten opisał w 1799 r. Heinrich Adolph Schrader, nadając mu nazwę Hysterium arundinaceum. Obecną nazwę nadał mu François Fulgis Chevallier w 1826 r.
Ma 23 synonimy. Niektóre z nich:
- Helotium vulgare (Fuckel) Höhn. 1926
- Leptostromella graminicola (De Not.) Grove 1937
- Lophodermellina tritici (Roum.) Tehon 1935[2].

## Morfologia
Anamorfa
Konidiomy o średnicy 200–300 µm, mniej więcej okrągłe, ale często o nieregularnym kształcie i czasami zlewające się, szarobrązowe, nieco ciemniejsze wokół niewyraźnej ostioli w środkowej części owocnika. Konidiofory 4–6 × 2–3 µm, szkliste, każdy z kilkoma komórkami konidiotwórczymi. Komórki konidiotwórcze 6–12 × 1,5 µm, cylindryczne w części podstawowej, zwężające się w kierunku wierzchołka, szkliste, gładkościenne, proliferujące przeważnie wzdłużnie, ale czasami sympodialnie. Konidia 2,5–4 × 1–1,5 µm, cylindryczno-elipsoidalne do jajowatych, szkliste, bezprzegrodowe, gładkościenne.
Teleomorfa
Bazydiokarp 6–12,5 × 4–7 mm, ciemnoszary, w widoku z góry eliptyczny, słabo podnoszący powierzchnię podłoża, otwierający się pojedynczym podłużnym pęknięciem biegnącym na całej długości. Parafizy o długości 90–120 µm, nitkowate, septowane, lekko napęczniałe i silnie wygięte w pobliżu wierzchołka, pokryte grubą, galaretowatą otoczką. Worki dojrzewające sekwencyjnie (78–) 90–110 × 7,5–9 µm, cylindryczne do wąsko-cylindrycznie maczugowatych, cienkościenne, o ostrym lub lekko dziobowatym wierzchołku, bez zgrubień okołowierzchołkowych, o krótkiej szypułce, otwierające się małym otworem wierzchołkowym, 8-zarodnikowe. Askospory ułożone pęczkowo, niespiralnie zwinięte (65–) 70–90 × 1–1,5 µm, nitkowate, zwężające się ku podstawie, szkliste, bezprzegrodowe, pokryte galaretowatą otoczką o grubości ok. 1,5 µm na wierzchołku i 1 µm na pozostałej części zarodnika.

## Występowanie
Znane jest występowanie L. arundinaceum w Ameryce Północnej, Europie, Azji i Afryce. W Polsce podano wiele jego stanowisk na łodygach traw. Aktualne stanowiska podaje także internetowy atlas grzybów.
Grzyb saprotroficzny występujący na martwych łodygach traw.